# Mug Ruith
Mug Ruith (o Mogh Roith, "schiavo della ruota") è un personaggio della mitologia irlandese, un potente e cieco druido di Munster che viveva sull'isola di Valentia.

## Descrizione
Mug Ruith poteva raggiungere dimensioni enormi ed il suo respiro causava tempeste e trasformava gli uomini in pietra, indossava una pelle di toro sprovvista di corna assieme ad una maschera di uccello, e volava in una macchina chiamata roth rámach ("ruota a remi"). Aveva un carro da guerra trascinato da buoi nel quale la notte era luminosa come il giorno, uno scudo nero picchiettato di stelle con il bordo di argento, ed una pietra che poteva trasformarsi in un'anguilla velenosa se gettata in acqua.

## Leggende
Le storie su Mug Ruith sono ambientate in vari periodi della storia irlandese: secondo alcune sarebbe vissuto durante il regno di Cormac mac Airt, all'incirca nel III secolo, mentre altri lo collocano a Gerusalemme ai tempi di Cristo; nel Lebor Gabála Érenn si dice che morì durante il regno di Conmáel, quasi duemila anni prima del regno di Cormac. Forse in virtù di queste discrepanze nelle date gli viene a volte attribuita una straordinaria longevità (visse attraverso il regno di diciannove re, secondo un'interpretazione) e questo, assieme ad i suoi poteri ha portato addirittura ad ipotizzare che fosse una divinità solare evemerizzata o un dio della tempesta.
Le svariate leggende medievali sulle sue avventure in Terra santa all'alba del Cristianesimo tratteggiano Mug Ruith come un personaggio interessante e misterioso, o persino uno studente di Simon Mago, che gli insegnò le sue abilità magiche e lo aiutò a costruire la sua macchina volante roth rámach. In almeno due altri poemi Mug Ruith viene identificato come il carnefice che decapitò Giovanni Battista, gettando una maledizione sulle genti irlandesi. Un'altra descrizione viene data nel manoscritto L'assedio di Knocklong (Forbhais Droma Dámhgháire), ambientato ai tempi di Cormac mac Airt, dove sconfigge i druidi di Cormac in un'elaborata battaglia magica per le terre del re Fiachu Muillethan, sulle quali Cormac aveva cercato di imporre tasse. Mug Ruith aveva una figlia, Tlachtga, un potente druido donna che ha dato il nome ad una collina nella contea di Meath e ad un festival ivi celebrato.